# Krasnyje worota
Krasnyje worota (ros. Красные ворота – Czerwona Brama) – stacja moskiewskiego metra na linii Sokolniczeskiej. Zaprojektowana przez I. Fomina i N. Andrikanisa, jest stacją głęboko położoną ze sklepieniem łukowym. Otwarta wraz z pierwszą nitką moskiewskiego metra 15 maja 1935. 19 maja 1962 nadano jej nazwę Lermontowskaja (Лермонтовская), lecz 25 sierpnia 1986 przywrócono nazwę pierwotną.